# Victorià Sugranyes Fernández
Victorià Sugranyes Fernández (Reus, 5 de març de 1807 - Tetuan, 4 de febrer de 1860) va ser un militar reusenc.
Als 13 anys s'allistà a les milícies nacionals per combatre als absolutistes i els Cent Mil Fills de Sant Lluís cridats pel rei Ferran VII d'Espanya. El 1820 ja havia entrat en combat a Puigcerdà, el 1821 va prendre part en la defensa d'Olot, i a diverses localitats a Catalunya, com ara Granollers, Arenys de Mar i Santa Coloma de Farners. El 1822 amb 15 anys va ascendir a sergent. Després va detenir a Vic a un cap carlí i fou nomenat subinspector dels cossos francs. El 1836 va ser present a les accions de guerra de Berga, Aiguafreda, Sant Joan de les Abadesses i Campdevànol. El 1837 va lluitar a Riudecols, Tivenys, la Torre de l'Espanyol i Móra. Per les seves accions en les nombroses accions militars en les quals va participar demostrant un extraordinari valor, el Baró de Meer li va imposar la creu de Sant Ferran de primera classe. Per mèrits de guerra va ascendir a capità i el 1844 es va llicenciar amb grau de comandant tenint tres medalles de la màxima categoria i havent participat en més de 100 combats. El 1859 es va allistar al Batalló de voluntaris catalans i es va posar a les ordres de Joan Prim i Prats. El 1860 va morir en la batalla de Tetuan, un gran combat de la Guerra d'Àfrica.
La ciutat de Reus li ha dedicat un carrer, que porta el nom de Comandant Sugranyes.